# ギャクリプシュ駅
ギャクリプシュ駅（ギャクリプシュえき、アブハズ語: Гьачрыҧшь、ロシア語: Гячрыпш）は、アブハジア共和国またはアブハジア自治共和国のガグラ地区レセリゼ（ギャクリプシュ）にあるアブハジア鉄道線の駅である。

## 歴史
- 1943年 - レセリゼ駅として開業[1]。
- 1956年 - 電化。
- 1990年代 - ギャクリプシュ駅に改称。

## 駅構造
単式ホーム1面1線を有する地上駅。かつては1950年代に建設された駅舎があったが、現在は使用されていない。無人駅であり、駅舎は設置されていない。当駅には貨物列車も含めて全ての列車が停車せず、事実上の休止状態となっている。以前はレセリゼ駅であったが、アブハジア独立宣言以降に改称された。

## 隣の駅
ロシア鉄道
アブハジア鉄道線
プソウ駅 - ギャクリプシュ駅 - サンドリプシュ駅